# Толистобои
Толистобоите известни и като Толистоаги (Tolistobogii, Tolistoagier; на гръцки: Τολιστβόγιοι, Τολιστοάγιοι, лат.: Tolistobogii; още: Tolistobogioi, Tolistobōgioi, Tolistoboioi, Tolistobioi, Toligistobogioi; Tolistoagioi) са били келтско племе в Галатия в Централна Мала Азия (днес вилает Ескишехир), част от племенния съюз на галатите.
Вероятно, според една хипотеза, са от народа на Боиите, живял на Дунав в Бавария.
През 279/278 пр.н.е. толистобоите тръгват заедно с трокмите с водачи Леонорий (Leonnorios) и Лутарий през Тракия. Те участват в похода на Брен и Акихорий по време на Галското (келтското) нашествие на Балканите. Докато Брен тръгва към Македония те се отделят в Дардания и минават с 20 000 души през Тракия. Тяхната цел е територията около Византион, където келтите се и заселват. Тук те стават съюзници на Никомед I (цар на Витиния).
След 275/274 пр.н.е. толистобоите завладяват северозападна Фригия. Тяхната столица става Гордион до 189 пр.н.е. Територията им се намирала от Аксилос на юг до долината на Болу на север и до региона Анкара – Хаймана на изток, а новообразуваната държава започва да се нарича Галатия, по името на племенния съюз галати, част от който са толистобоите. Племето било разделено на четири княжества (т. нар. тетрархия).
Три княжества от тетрархията са привлечени от Селевкидите след Антиох I Сотер от Антиох Хиеракс за боеве против Пергам. През 238 пр.н.е. те са победени от Атал I (цар на Пергам) при реката Kaïkos, a през 230 пр.н.е. той побеждава толистоагите, волките–тектозаги и армията на Селевкидите при Афродизион (Aphrodision).
През 189 пр.н.е. консул Гней Манлий Вулзон ги побеждава на планината Олимп.
През 184/183 пр.н.е. толистоагите с предводител техния тетрарх Ортиагон са победени от Евмен II (цар на Пергам) и загубват долината на Болу във Витиния.
През 86 пр.н.е. Дейотар става цар на трокмите и тектозагите. Краят на царството на толистобоите настъпва със създаването на римската провинция Галатия през 25 пр.н.е.